# Jim McGregor
Pour les articles homonymes, voir McGregor.
Jim McGregor, né le 30 décembre 1921 à Portland, dans l'Oregon et décédé le 1er août 2013 à Bellevue, dans l'État de Washington, est un entraîneur américain de basket-ball.

## Palmarès
- Finaliste des Jeux méditerranéens de 1955
- Champion d'Italie de Série A2